# Skytte vid olympiska sommarspelen 1920
De olympiska tävlingarna i skytte 1920 avgjordes mellan den 22 juli och 2 augusti, 236 deltagare från 18 länder tävlade i 21 grenar.
De flesta av tävlingarna hölls vid militäranläggningen Camp de Beverloo, 75 kilometer från Antwerpen i Belgiens nordöstra hörn. De belgiska ingenjörstrupperna höll fortfarande på att detonera tyska granater cirka fyra kilometer från banorna under de pågående tävlingarna. Lerduveskyttet och viltmålsskyttet hölls på Hoogboom Country Club i Brasschaat, strax nordöst om Antwerpen.

## Medaljörer

### Individuellt
| Gren                                  | Guld                         | Silver                        | Brons                  |
| Militärpistol Detaljer...             | Guilherme Paraense Brasilien | Raymond Bracken USA           | Fritz Zulauf Schweiz   |
| Fripistol Detaljer...                 | Karl Frederick USA           | Afrânio da Costa Brasilien    | Alfred Lane USA        |
| Miniatyrgevär Detaljer...             | Lawrence Nuesslein USA       | Arthur Rothrock USA           | Dennis Fenton USA      |
| Frigevär 300 m Detaljer...            | Morris Fisher USA            | Niels Larsen Danmark          | Østen Østensen Norge   |
| Armégevär 300 m, liggande Detaljer... | Otto Olsen Norge             | Léon Johnson Frankrike        | Fritz Kuchen Schweiz   |
| Armégevär 300 m, stående Detaljer...  | Carl Osburn USA              | Lars Jørgen Madsen Danmark    | Lawrence Nuesslein USA |
| Armégevär 600 m, liggande Detaljer... | Hugo Johansson Sverige       | Mauritz Eriksson Sverige      | Lloyd Spooner USA      |
| Hjort, enkelskott Detaljer...         | Otto Olsen Norge             | Alfred Swahn Sverige          | Harald Natvig Norge    |
| Hjort, dubbelskott Detaljer...        | Ole Lilloe-Olsen Norge       | Per Fredric Landelius Sverige | Einar Liberg Norge     |
| Trap Detaljer...                      | Mark Arie USA                | Frank Troeh USA               | Frank Wright USA       |

### Lagtävlingar
| Gren                                  | Guld                                                                                            | Silver | Brons                                                                                                 |
| Militärpistol Detaljer...             | USA Louis Harant Alfred Lane Karl Frederick James Snook Michael Kelly                           | Grekland Alexandros Theofilakis Ioannis Theofilakis Georgios Moraitinis Alexandros Vrasivanopoulos Iason Sappas | Schweiz Fritz Zulauf Joseph Jehle Gustave Amoudruz Hans Egli Domenico Giambonini                      |
| Fripistol Detaljer...                 | USA Karl Frederick Alfred Lane James Snook Michael Kelly Raymond Bracken                        | Sverige Anders Anderson Casimir Reuterskiöld Gunnar Gabrielsson Sigge Hultkrantz Anders Johnsson                | Brasilien Afrânio da Costa Guilherme Paraense Sebastião Wolf Dario Barbosa Fernando Soledade          |
| Miniatyrgevär Detaljer...             | USA Lawrence Nuesslein Arthur Rothrock Dennis Fenton Willis Lee Ollie Schriver                  | Sverige Sigge Hultkrantz Erik Ohlsson Leonard Lagerlöf Olle Ericsson Ragnar Stare                               | Norge Anton Olsen Albert Helgerud Sigvart Johansen Olaf Sletten Østen Østensen                        |
| Frigevär Detaljer...                  | USA Morris Fisher Carl Osburn Lloyd Spooner Willis Lee Dennis Fenton                            | Norge Østen Østensen Gudbrand Gudbrandsen Skatteboe Albert Helgerud Olaf Sletten Otto Olsen                     | Schweiz Fritz Kuchen Gustave Amoudruz Werner Schneeberger Ulrich Fahrner Bernhard Siegenthaler        |
| Armégevär 300 m, liggande Detaljer... | USA Carl Osburn Lloyd Spooner Morris Fisher Willis Lee Joseph Jackson                           | Frankrike Léon Johnson Achille Paroche Émile Rumeau André Parmentier Georges Roes                               | Finland Vilho Vauhkonen Kalle Lappalainen Veli Nieminen Magnus Wegelius Voitto Kolho                  |
| Armégevär 300 m, stående Detaljer...  | Danmark Erik Sætter-Lassen Lars Jørgen Madsen Anders Petersen Anders Peter Nielsen Niels Larsen | USA Lawrence Nuesslein Carl Osburn Lloyd Spooner Willis Lee Thomas Brown                                        | Sverige Olle Ericsson Hugo Johansson Leonard Lagerlöf Mauritz Eriksson Walfrid Hellman                |
| Armégevär 600 m, liggande Detaljer... | USA Dennis Fenton Willis Lee Lloyd Spooner Ollie Schriver Joseph Jackson                        | Sydafrika Robert Bodley Ferdinand Buchanan George Harvey Fred Morgan David Smith                                | Sverige Hugo Johansson Mauritz Eriksson Erik Blomqvist Erik Ohlsson Gustav Adolf Jonsson              |
| Armégevär 300 och 600 m Detaljer...   | USA Joseph Jackson Willis Lee Ollie Schriver Lloyd Spooner Carl Osburn                          | Norge Otto Olsen Østen Østensen Olaf Sletten Albert Helgerud Jakob Onsrud                                       | Schweiz Werner Schneeberger Joseph Jehle Weibel Fritz Kuchen Eugene Addor                             |
| Hjort enkelskott Detaljer...          | Norge Harald Natvig Otto Olsen Ole Lilloe-Olsen Einar Liberg Hans Nordvik                       | Finland Robert Tikkanen Nestori Toivonen Magnus Wegelius Kalle Lappalainen Yrjö Kolho                           | USA Thomas Brown Lawrence Nuesslein Lloyd Spooner Carl Osburn Willis Lee                              |
| Hjort dubbelskott Detaljer...         | Norge Ole Lilloe-Olsen Thorstein Johansen Harald Natvig Einar Liberg Hans Nordvik               | Sverige Per Fredric Landelius Alfred Swahn Oscar Swahn Bengt Lagercrantz Edward Benedicks                       | Finland Robert Tikkanen Magnus Wegelius Nestori Toivonen Yrjö Kolho Vilho Vauhkonen                   |
| Trap Detaljer...                      | USA Mark Arie Frank Troeh Horace Bonser Forest McNeir Frank Wright Jay Clark                    | Belgien Albert Bosquet Joseph Cogels Émile Dupont Henri Quersin Louis Van Tilt Edouard Fesinger                 | Sverige Erik Lundqvist Per Kinde Per Fredric Landelius Alfred Swahn Karl Richter Erik Sökjer-Petersén |

## Medaljtabell
| Pl.    | Nation    | Guld | Silver | Brons | Totalt |
| ------ | --------- | ---- | ------ | ----- | ------ |
| 1      | USA       | 13   | 4      | 6     | 23     |
| 2      | Norge     | 5    | 4      | 2     | 11     |
| 3      | Sverige   | 1    | 6      | 3     | 10     |
| 4      | Danmark   | 1    | 2      | 0     | 3      |
| 5      | Brasilien | 1    | 1      | 1     | 3      |
| 6      | Frankrike | 0    | 2      | 0     | 2      |
| 7      | Finland   | 0    | 1      | 2     | 3      |
| 8      | Belgien   | 0    | 1      | 0     | 1      |
| 8      | Grekland  | 0    | 1      | 0     | 1      |
| 8      | Sydafrika | 0    | 1      | 0     | 1      |
| 11     | Schweiz   | 0    | 0      | 5     | 5      |
| Totalt | Totalt    | 10   | 10     | 10    | 30     |